# The Sims 4: Snowy Escape
The Sims 4: Snowy Escape deseti je paket proširenja za The Sims 4 koji je objavljen 13. studenog 2020. Ovaj dodatak igri usredotočen je na aktivnosti poput snowboardinga, skijanja, sanjkanja i penjanja. Uključuje Mt. Komorebi, snježni planinski svijet nadahnut Japanom. Dio svijeta je cijelo vrijeme prekriven snijegom. Paket je to preuzeo iz The Sims 4: Seasons.

## Opis
Ovaj paket sadrži razne elemente iz The Sims: Vacation, Takemizu Village i Three Lakes iz The Sims 2: Bon Voyage i Shang Simla iz The Sims 3: World Adventures, kao i Mount. Fuji u The Sims Online i Melbourne u The Sims 2 za konzolu. 
The Sims 4: Snowy Escape prvi je paket u franšizi koji uključuje svijet koji služi i kao svijet odmora i stanovanja te je ujedno i drugi nesezonski paket u franšizi koji uključuje vrijeme, a prvo je The Sims: Vacation. Ne uključuje promjenu godišnjih doba zato što su dodani u posebnom paketu.